# 消滅集落
消滅集落（しょうめつしゅうらく）とは、かつて住民が存在していたが、住民の転居や死亡などで、住民の人口が0人になった集落である。無住集落、無居住集落等の表現も用いられる。

## 概要
消滅集落は特に北陸地方、四国地方に多い。農林水産研究情報総合センターのアンケートによると、回答した1,243市町村の2割以上に当たる289市町村に消滅集落があった。2015年（平成27年）以後、10年以内に消滅する可能性のある集落は570あり、もっとも消滅する可能性のある集落が多い地域は四国であった。前回、2011年（平成23年）の調査で10年以内に消滅するとされた452集落の内、実際に消滅した集落は41集落、16集落は他の集落に編入、合併など単独維持ではなくなった。
「消滅せざるを得ない集落」の戸数は、4戸10人、1家族2人程度が限界の北陸、四国は限界水準が低く、6戸18人、1家族3人程度が限界の東海、近畿は限界水準が高い。集落の限界水準は地域にもよるが、5戸前後で10人から15人と考えられる。
消滅理由は地域差があり、北海道地方では「基幹作物の収益性の低下」、「耕作環境の悪化」が多く、沖縄地方では「基幹作物の収益性の低下」、「教育上の不安」が多い。また、ダム建設や豪雪や火山災害などの自然災害でも消滅することがある。
もっとも、以下に挙げる消滅集落は、ダムによる水没、災害による集団移転のほかは、とりわけ生活に困難（生活路が狭隘、険阻、集落に行くには船が必要など）だった地区が多い。新潟県の角海浜、宮崎県西都市寒川、鹿児島県の臥蛇島などは顕著な例で、ドキュメンタリーや映画にもなっている。また、田辺市中辺路町兵生、古座川町樫山などは林業や農業従事者の往来すらなく、完全な廃村となっている。

## 例外
- 第二次世界大戦末期、ソ連が日本に宣戦布告し、日本の降伏以降にソ連軍が千島列島へ侵攻したが、その際強制的に北海道本島等に移住させられた北方領土の集落も、事実上すべて消滅しているが、これらは含まない。
- 都市部で、事業所を用途とする建造物が密集するも住居が存在しないため、統計上は人口が0とカウントされる地区が存在するが（東京都千代田区丸の内三丁目[2]など）、こういった例も消滅集落とは性質を異にするため含まれない。

## 過疎対策
対策として、集落移転、自治会の統合、集落排水などの生活基盤設備などが挙げられる。

## 全体が消滅・消滅寸前例

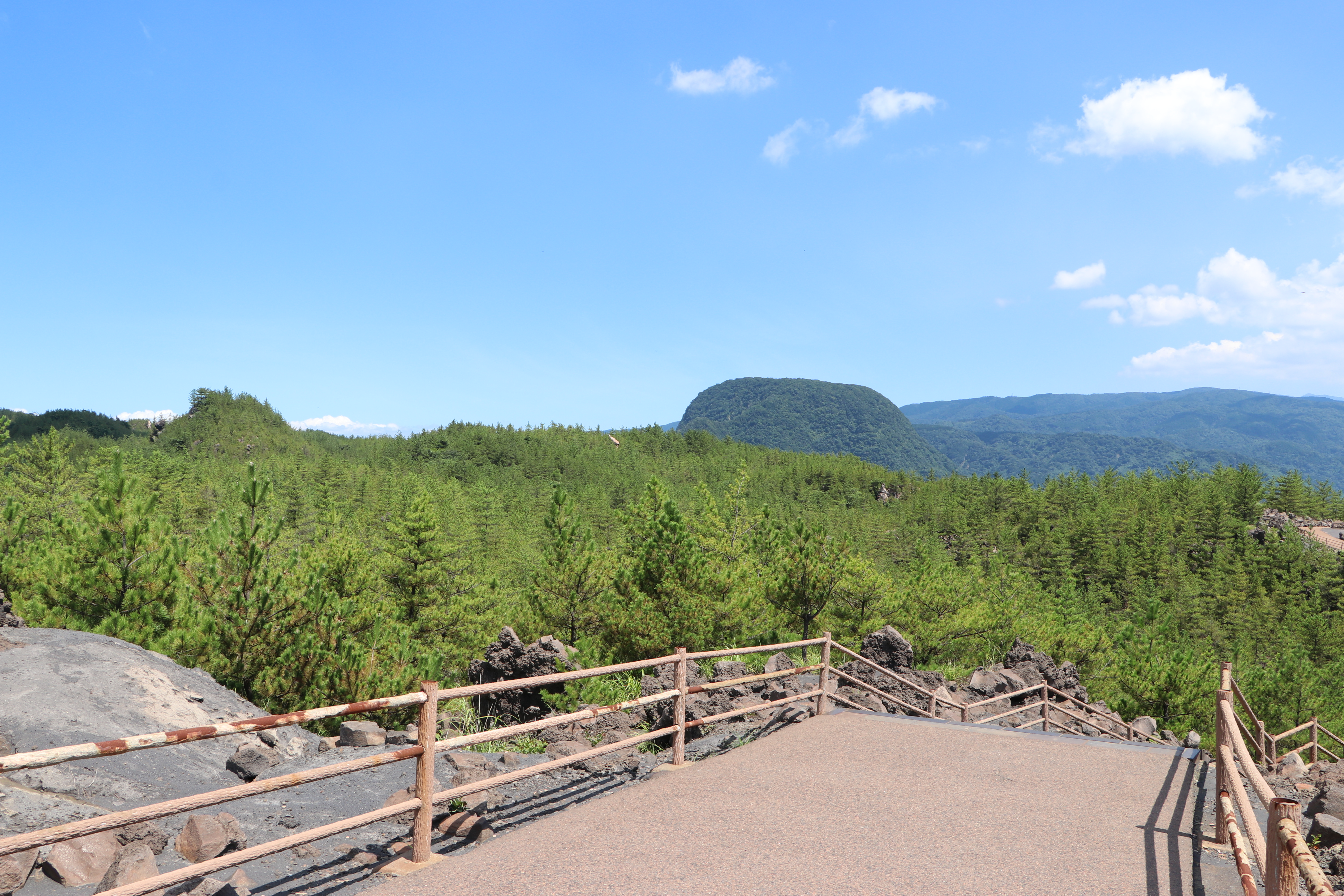
桜島の大正大噴火によって集落全体が溶岩に埋没し消滅集落となった脇集落（現在の鹿児島市有村町の一部）

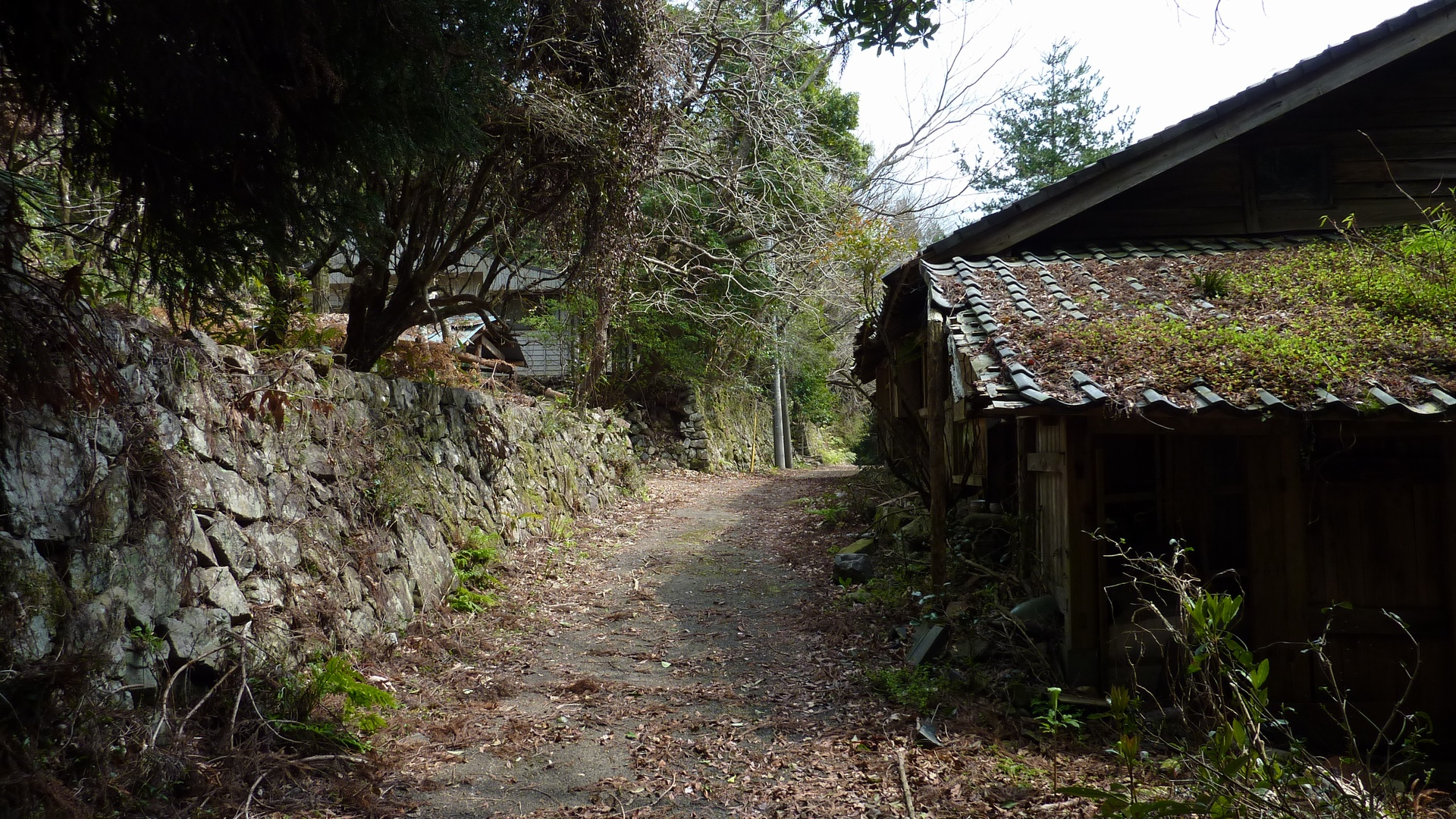
最後の住民が退去し消滅集落となった西都市寒川

消滅理由については各項も参照。

### 日本国内
- 谷中村（栃木県） - 渡良瀬遊水池建設による退去（1906年）
- 東桜島村瀬戸・脇（鹿児島県） - 桜島の大正大噴火によって集落全体が溶岩に埋没したことにより消滅（1914年）[4]。
- 大山村有峰（富山県） - 有峰ダム建設に伴う住民の退去（1920年）[5]。
- 廃村八丁（京都府） - 豪雪による集団移住（1941年）
- 中辺路町道湯川（和歌山県）- 最後の住人の退去（1956年）
- 神路 (北海道中川町) - 最後の住民の退去（1967年）
- 正修（北海道天塩郡遠別町) - 離農続出で部落解散（1968年）[6]
- 西谷村（福井県） - 豪雪や真名川ダム建設による集団移住（1970年）
- 臥蛇島（鹿児島県） - 人口減少による艀の運行不能に伴う集団移住（1970年、無人島化）[7]
- 端島（長崎県） - 炭鉱の閉山による集団移住（同）
- 魚津市古鹿熊（富山県） - 山村、豪雪地帯、交通不便のための集団離村（1972年）[8]
- 角海浜（新潟県） - 自然災害や巻原子力発電所（未成）建設による集団移住（1974年）
- 田辺市中辺路町兵生（和歌山県） - 集落再編事業による集団移住（1974年）
- 福光町臼中（富山県） - 臼中ダム建設に伴う住民の退去（1980年）[9]
- 飯高町蓮（三重県） - ダム建設による集団移住（1985年）[10]
- 徳山村（岐阜県） - 徳山ダム建設による退去（1989年）[11]
- 西都市寒川（宮崎県） - 最後の住民の退去（1989年）
- 紀の川市今畑（和歌山県）  - 最後の住民の死去（1998年）
- 野崎島（長崎県）- 最後の住民の退去（2001年）
  - 最後の住民は沖ノ神島神社の神官で、神官が住まれていた住居は「沖ノ神嶋神社神官屋敷」として保存され、現在は一般公開されている。
  - 現在は野崎島全体が世界文化遺産「長崎と天草地方の潜伏キリシタン関連遺産」の構成資産になっていることもあり、定期航路維持のために島内の「野崎島自然学塾村」の職員の1人が野崎島に住所を置いている。
- 古座川町樫山（和歌山県） - 最後の住民の死去（2005年）
- 江津市瀬尻（島根県） - 住民の一斉退去（2006年）
- 川越市握津（埼玉県） - 1999年の豪雨で集団移転、最後の住民の退去（2006年）[12]
- 薩摩川内市東郷町藤川津田集落（鹿児島県） - 最後の住民の退去（2010年）[13][14]
- 紀和町花井（三重県） - 最後の住民の死去（2011年）[15]
- 田辺市本宮町三越奥番地区（和歌山県） - 2011年紀伊半島豪雨災害の被災(平成23年台風12号災害)に伴い地区が解散・住民が退去（2011年）
- 三好市双子布（徳島県） - 最後の住民の死去・退去（2014年）[16]
- 四万十町大鶴津（高知県） - 最後の住民の退去（2014年）
- 稲子（宮城県） - 2017年時点で住民1人
- 朝倉市小河内（福岡県） - 2017年に発生した平成29年7月九州北部豪雨の被災に伴い砂防ダム建設計画の浮上などもあり、2022年春に地区が解散[17]。

### アイヌコタン
かつて北海道にはアイヌ民族のコタンが南部を中心に点々と存在し、コタン間のゆるやかなネットワークによる文化・生活・交易共同体を形成していたが、江戸時代後期から明治時代にかけて日米欧の文化が流入し、規模の大きい他のコタンや北海道外への移住などの背景や事情からアイヌコタンの消滅が進んだ。1920年代にはアイヌ出身の研究者によって当時最新の科学技術を利用するなど利便化がコタンにも流入して、英語を学んで話せるアイヌのお婆さんがいたり、コタン外の都市部へ行った仲間から得た情報によって憧憬からコタン外への移住が進んで過疎化が進んでいることが確認されている。 北海道が2013年に実施した「アイヌ生活実態調査」によれば、北海道に住むアイヌ民族の人口は16,786人(66市町村)となっており、アイヌコタンが消滅した市町村、地域がある。

#### 消滅した地域
(2013年アイヌ生活実態調査)
- 留萌振興局管内
- 後志総合振興局管内
- 檜山振興局管内

#### アイヌ民族が100人未満となった地域
(2013年アイヌ生活実態調査)
- 宗谷総合振興局
- 空知総合振興局